# 劍毒梅香
《劍毒梅香》為古龍早期作品，1960年由國華出版、清華經銷，只寫四集、十四回。後來古龍要求稿酬上漲未果，放棄寫作，清華緊急徵求代筆。1960年12月至1961年改由上官鼎代筆五至十五集（十五至四十六回），封面署名上官鼎。〈七嘴八舌話古龍──大學同窗訪問錄〉表示上官鼎越寫越差，結尾仍由古龍接手續完，但未獲證實。上官鼎因本書而成名，後來自行修訂出版並改名《河洛一劍》，又撰續集《長干行》（但高庸自稱《長干行》三集以後由其代筆）。1961年，古龍自輟筆處（《劍毒梅香》第十四回）續寫而下，另成《神君別傳》一書，由華源出版。2009年，風雲年代新出版的《劍毒梅香》附錄《神君別傳》，陳曉林在序中宣稱當時《神君別傳》轟動一時，甚至馬上賣到「絕版」。但也有可能是與上官鼎接續的《劍毒梅香》競爭失利，以致未完成並且不再出版。
本書也是古龍小說第一次被改編拍攝成電影，片名千手神拳，由金城影業制作推出，片名可能是借用了姐妹作，古龍另一名作湘妃劍中的大絕化骨神拳而命名。

## 出場人物

### 主要人物
- 辛捷：「七妙神君」梅山民唯一的傳人，新一代的「七妙神君」。
- 吳凌風：號稱「河洛一劍」和「單劍斷魂」吳詔雲的兒子，師從太極門「醫俠」朱敬文。
- 梅山民：號稱「七妙神君」，絕技：暗影浮香、扎枝劍法。

### 次要人物
- 張菁：「無極島主」無恨生的愛女。
- 金欹：號稱「天魔」。「毒君」金一鵬的大徒弟，絕技是陰掌七十二式和百足劍法。
- 方少璧：「天魔」金欹的最愛。
- 金梅齡：「毒君」金一鵬養女。
- 蘇蕙芷：吏部侍郎蘇鴻韜的愛女。
- 阿蘭：因替吳凌風吸吮蛇毒，雙目盡盲。
- 侯二：梅山民的朋友，金梅齡的親生父親。
- 孫倚重：號稱「武林之秀」，少林俗家弟子，絕技：達摩劍術。
- 自法：少林年輕一代首徒。
- 智敬：少林第十四代掌門。
- 雲冰若：號稱「東嶽書生」，太極門祖師。
- 朱敬文：號稱「醫俠」，吳凌風師傅。
- 厲鶚：號稱「劍神」，崆峒派掌門，絕技：上清氣功、三絕劍術、崆峒神拳。
- 諸葛明：崆峒三絕劍中的「天絕劍」，「劍神」厲鶚弟子。
- 於一飛：崆峒三絕劍中的「地絕劍」，「劍神」厲鶚弟子，絕技：少阳九一式。
- 蘇映雪：崆峒三絕劍中的「人絕劍」，「劍神」厲鶚弟子。
- 史和康：崆峒弟子。
- 赤陽道長：武當派掌門，絕技：混元一氣先天功、無極神功拳、九宮神行劍法、乾元指。
- 李治華：號稱「九宮劍」，武當弟子。
- 詹平：號稱「神鶴」，武當弟子。
- 凌風劍客：武當掌門赤陽道長首徒，絕技：九宮連環劍。
- 卓騰：號稱「凌空步虛」，崑崙派掌門。
- 謝星：號稱「追風劍」，點蒼第六代掌門。
- 謝長卿：號稱「落英劍」，點蒼第七代掌門，謝星之子，絕技：七絕手。
- 卓之仲：點蒼高手。
- 苦庵上人：峨嵋派掌門，絕技：青桑拳法、神行迷蹤步。
- 孟非：號稱「中州一劍」，峨嵋弟子。
- 唐斌：號稱「催命符」，唐門中人。
- 唐靈：號稱「毒郎君」，唐門掌門「追魂」唐雷之子。
- 唐曼：唐門中人，絕技：七煞奪命鞭法。
- 焦化：號稱「天殘」，「海天雙煞」之一，關中九豪之首。
- 焦勞：號稱「天廢」，「海天雙煞」之一，關中九豪老二。
- 辛鵬九：「滇桂雙鵰」之一，關中九豪老六，死於海天雙煞之手，絕技：神鵬掌法。
- 辛儀：「滇桂雙鵰」之一，關中九豪老九，死於海天雙煞之手，絕技：神鵬掌法。
- 陳記超：號稱「子母離魂叟」，關中九豪中的老七，死於滇桂雙鵰之手。
- 林少皋：號稱「神劍金錘」，「山左雙豪」之一，海天雙煞重出江湖後加入關中九豪。
- 司空宗：號稱「摘星手」，「山左雙豪」之一，海天雙煞重出江湖後加入關中九豪，絕技：摘星十八式。
- 白風：號稱「長天一碧」，海天雙煞重出江湖後加入關中九豪。
- 任卓宣：號稱「曉月寒心掌」，海天雙煞重出江湖後加入關中九豪。
- 陸方：號稱「千手劍客」，海天雙煞重出江湖後加入關中九豪，點蒼叛逆。
- 左仲望：號稱「陰風神鏢」，海天雙煞重出江湖後加入關中九豪。
- 平凡上人：「大戢島主」，世外三仙之一，實為百年前少林靈空祖師，絕技：大衍十劍、青雲步法。
- 慧大師：「小戢島主」，世外三仙之一，絕技：詫陽玄音、詰摩神步。
- 無恨生：「無極島主」，世外三仙之一，原名張戈，絕技：移花接木、拂穴手、平生絕學“白鹿掛袋”。
- 伯羅各答：恆河三佛之首。
- 金伯勝夷：恆河三佛之一。
- 盤燈孚爾：恆河三佛之一。
- 陀寶樹：恆河三佛大弟子，婆羅五奇之首。
- 青塵羅漢：恆河三佛二弟子，婆羅五奇之一。
- 加大爾：恆河三佛三弟子，婆羅五奇之一。
- 溫成白羅：恆河三佛四弟子，婆羅五奇之一。
- 金魯厄：恆河三佛五弟子，婆羅五奇之一。
- 範治成：號稱「金弓神彈」，武威鏢局總鏢頭。
- 孟伯起：號稱「銀槍」，鳴遠鏢局總鏢頭。
- 孫超遠：號稱「江裡白龍」，絕技：鐵砂掌。
- 賀信雄：號稱「小龍神」，長江水路總瓢把子。
- 霍如飛：號稱「青眼紅魔」，翁正師弟。
- 翁正：號稱「勾漏一怪」，絕技：開山神掌、令夷劍法。
- 繆七娘：號稱「九天玄女」，「無極島主」無恨生之妻，張菁之母。
- 繆九娘：號稱「玉面仙狐」，繆七娘之妹，「七妙神君」梅山民的愛人。

## 小說目錄
原刊本為清華本，分十五集、四十六回，前四集（包括十四回）回目皆傳統的章回體（對句）。今本依南琪本，無章名，分一至十五（章）。

## 來源
- 人間網-北京青年報-刘兆玄：曾为古龙代写《剑毒梅香》（页面存档备份，存于）
- 人間福報-古龍、上官鼎 相逢《劍毒梅香》（页面存档备份，存于）
- 论剑: 武侠小说谈艺录（页面存档备份，存于）